# Zisterzienserinnenabtei San Severino Marche
Die Zisterzienserinnenabtei San Severino Marche (auch: Santa Caterina) ist seit 1544 ein Kloster der Zisterzienserinnen in San Severino Marche, Provinz Macerata, Erzbistum Camerino-San Severino Marche, in Italien.

## Geschichte
Der 1544 am Ort des früheren Benediktinerklosters San Mariano (30 km westlich Macerata) gegründete Zisterzienserinnenkonvent Santa Caterina zählte im 17. Jahrhundert 60 Chornonnen. Von 1808 bis 1821 war das Kloster geschlossen. 1866 wurde es offiziell aufgelöst, die dort lebenden Nonnen durften aber weiter im Kloster wohnen, solange ihre Zahl sechs überstieg. Als diese Zahl 1903 erreicht wurde und es zum Verkauf des Klosters kam, kauften die Nonnen selbst 1904 das Kloster zurück und führten es weiter. Die heutigen Baulichkeiten (in der Via Castello al Monte) stammen aus dem 18. Jahrhundert. Im Kloster ist der heilige Benediktinermönch Illuminatus (um 1000) aufgebahrt.
Das Kloster, das derzeit versucht, sich durch vietnamesischen Nachwuchs zu erhalten, steht unter der direkten Aufsicht des Generalabts. Die letzte gewählte Äbtissin, Stefania Appignanesi, wurde nach Ablauf ihrer Amtszeit zur Administratorin des Klosters ernannt. 